# Sukamakmur (Giri Mulya)
Sukamakmur is een bestuurslaag in het regentschap Bengkulu Utara van de provincie Bengkulu, Indonesië. Sukamakmur telt 2811 inwoners (volkstelling 2010).